# Geaya splendens
Geaya splendens is een hooiwagen uit de familie Sclerosomatidae.